# Ernst Bettelheim
Ernst Bettelheim (ungarisch: Bettelheim Ernő; * 30. Mai 1889 in Sátoraljaújhely, Königreich Ungarn; † 18. Februar 1959 in Budapest) war ein ungarischer Jurist und kommunistischer Funktionär, der im Jahr 1919 von der Regierung Béla Kun als Emissär nach Österreich geschickt wurde, um dort die Führung der KPÖ zu einer revolutionären Machtübernahme wie in Ungarn und Bayern zu drängen. Als diese Versuche fehlschlugen und auch die kommunistische Regierung in Ungarn gestürzt wurde, kehrte er nicht nach Ungarn zurück, sondern blieb bis 1927 in Wien. Bettelheims Aktivitäten im Jahr 1919 wurden in der Sowjetunion von Karl Radek scharf kritisiert. Erst als die Lage für ihn in Wien zu gefährlich wurde, emigrierte er in die Sowjetunion, wo er für die Komintern arbeitete. Erst 1948 kehrte er unter dem falschen Namen Boljai bzw. Bólyai Ernő ins sowjetisch besetzte Ungarn zurück und hatte dort hohe Funktionen in staatlichen Kommissionen.

## Leben
Ernst Bettelheim wurde in eine jüdisch-ungarische Familie im Nordosten Ungarns im Komitat Semplin geboren. Schon als 16-Jähriger schloss er sich der Arbeiterbewegung an und wurde Mitglied der ungarischen Sozialdemokratischen Partei (MSZDP). Später studierte er Jus und wurde Rechtsanwalt. Am Ende des Ersten Weltkriegs wurde er im November 1918 Vorsitzender des Arbeiter-, Soldaten- und Bauernrates seines Heimatkomitats. Im Februar wurde er in die Zentrale der Kommunistischen Partei nach Budapest berufen.

### Revolutionsjahr 1919

#### Vorgeschichte
Nach dem Zusammenbruch der Habsburgermonarchie wurde im Oktober 1918 die Republik Deutschösterreich ausgerufen. Der Versuch der von Egon Erwin Kisch, Leo Rothziegel und Stephan Haller gegründeten Roten Garde im damaligen Chaos in Wien eine Räteregierung auszurufen, scheiterte am 12. November 1918. Als Kompromiss wurde diese Rote Garde später in die Deutschösterreichische Volkswehr integriert. Politisch kam es zu einer Konzentrationsregierung aller republikanischen Fraktionen unter Führung des Sozialisten Karl Renner. Nach der Wahl zur Konstituierenden Nationalversammlung am 16. Februar 1919 wurde Renner im Amt bestätigt und führte nun eine Große Koalition aus SDAP und CSP. In Wien schien die junge Republik nun innenpolitisch gefestigt, während es sowohl in Südböhmen und Südmähren zu Kämpfen zwischen proösterreichischen Milizen mit Formationen der neugegründeten Tschechoslowakei kam, sowie zum Kärntner Abwehrkampf gegen Truppen des SHS-Staats.

#### Räterepublik in Ungarn
Währenddessen übernahmen in Budapest überraschend die Kommunisten unter Béla Kun am 21. März 1919 in einem unblutigen Putsch die Macht und riefen die Ungarische Räterepublik aus, die erste kommunistische Räterepublik außerhalb Sowjetrusslands. Ungarn war jedoch noch viel mehr als Österreich durch Territorialforderungen der Nachbarstaaten bedrängt. Es kam in Siebenbürgen zu Kämpfen mit rumänischen Truppen (Ungarisch-Rumänischer Krieg), im Banat mit serbischen Einheiten und tschechische Truppen stießen in das mehrheitlich slowakisch besiedelte Oberungarn vor. Ernsthafte Hilfe aus Russland war wegen des dort andauernden Bürgerkrieges nicht zu erwarten. Doch da kam es am 7. April 1919 zur Revolution in Bayern. Die dortigen Kommunisten übernahmen in München die Macht und riefen die Räterepublik Baiern aus. In ihrer bedrängten Lage setzten die ungarischen Kommunisten nun alles daran, auch in Wien schnell eine Revolution anzuzetteln, um eine Verbindung zu den bayrischen Kommunisten herzustellen und einen kommunistischen Block in Mitteleuropa zu etablieren, bestehend aus Bayern, Österreich und Ungarn. Dazu wurde Ernst Bettelheim im Mai 1919 eiligst von Budapest nach Wien entsandt, um dort die Führung in der KPÖ zu übernehmen. Eine Erklärung, warum die ungarischen Kommunisten eine Revolution in Österreich für unverzichtbar hielten gab Bettelheim später in seinen Niederschriften:

„In Österreich war die ganze Ausrüstung der imperialistischen Armee Österreich-Ungarns, ihre ganze Munition, ihre Waffen angehäuft; Zehntausende von Maschinengewehren, Tausende von Kanonen verschiedenen Kalibers; große Waffen- und Munitionsfabriken, von wo die im Rückzug befindlichen ungarischen roten Truppen hätten versorgt werden können. In Österreich war die Österreichisch-Ungarische Bank mit ihrer ganzen technischen Ausstattung. Der Fluch des weißen Geldes, das eine gegenrevolutionäre Wirkung hervorrief, wäre mit einem Schlage beseitigt worden. Österreich ist ein Industriestaat, und der ungarische Bauer wäre mit Hilfe der österreichischen Industrieartikel unzertrennbar an die proletarische Diktatur gekettet worden.“

#### Umsturzversuche in Wien
Bettelheim gab sich in Wien als Emissär der im März 1919 in Moskau gegründeten Dritten Internationale aus, was ihm Legitimität verlieh. Später wurde jedoch von Karl Radek und anderen sowjetischen Kommunisten bestritten, dass Bettelheim jemals ein solches Mandat gehabt habe. Dennoch übernahm er rasch die Macht innerhalb der Wiener KPÖ, auch mit Hilfe umfangreicher Finanzmittel, da er aus Ungarn mit einer großen Menge noch immer in beiden Staaten gültigen Kronen-Scheinen angereist war. Er ersetzte die gewählte Parteileitung, darunter Elfriede Friedländer, durch ein von ihm ernanntes vierköpfiges Direktorium und säuberte die Partei vom Einfluss der Zauderer und „rechten Abweichler“. Er warb unter der österreichischen Arbeiterschaft aktiv für eine Unterstützung der ungarischen Räterepublik. Neben finanzieller und materieller Hilfe österreichischer Genossen, wollten auch Teile der Volkswehr zum Kampf in Ungarn abmarschieren. Der sozialistische Heeresstaatssekretär Julius Deutsch erlaubte jedoch nur einzelnen Soldaten die freiwillige Meldung zur ungarischen Roten Armee, nicht jedoch ganzen Verbänden. So meldeten sich 1200 Freiwillige, die unter der Führung von Leo Rothziegel nach Ungarn abmarschierten. Ein Großteil davon fiel jedoch wenig später im Kampf gegen die rumänische Armee, darunter auch Rothziegel selbst.
Bettelheim residierte in der Kaserne des Volkswehrbataillons Nr. 41, das aus der Roten Garde von Kisch und Rothziegel hervorgegangen war. Aus Russland heimgekehrte Kriegsgefangene, die im Frühling 1919 vermehrt eintrafen, verstärkten die Truppe. Bettelheim verließ die Kaserne nie ohne Begleitschutz von bis zu 40 Mann, weshalb er für die sozialistisch dominierte Wiener Polizei nicht angreifbar war. Am Gründonnerstag, dem 17. April 1919, kam es vor dem Wiener Parlament zu einer Demonstration von Arbeitern, Arbeitslosen und Kriegsheimkehrern, die gegen die schlechte Versorgungslage protestierten. Bettelheim sah den Moment für die Machtergreifung gekommen und sandte seine Agitatoren unter die Demonstranten. Nun wurde von der Menge „Hoch die sozialistische Republik!“ gerufen. Staatskanzler Renner befürchtete den Sturm des Parlaments und ließ die Volkswehr aufmarschieren, die die Kundgebung mit Gewalt auflöste. Es kam zu sechs Toten und etwa fünfzig Verletzten.
Damit war es erstmals zu Toten in Kämpfen zwischen den österreichischen Kommunisten und der sozialistisch geführten Staatsregierung gekommen (am 12. November 1918 gab es lediglich Verletzte), was zu einem ersten ernsthaften Bruch zwischen beiden Flügeln der Arbeiterbewegung führte. Dennoch blieb Bettelheim bei seinem revolutionären Programm, da die Nachrichten aus Budapest immer schlechter wurden. Rumänische Truppen hatten die Westkarpaten überschritten und durchbrachen am 19. April die ungarischen Linien. Bis 1. Mai war das gesamte östlich der Theiß gelegene Ungarn besetzt. Am 3. Mai brach die Räterepublik in Bayern zusammen und München wurde von rechten Freikorps besetzt. Die Lage der Kommunisten in Budapest schien hoffnungslos, wenn nicht doch noch rasch in Österreich die Revolution ausbrechen würde.
Aufgrund der Kämpfe in Südmähren und Kärnten, an denen sich neben österreichischen Freikorps auch Einheiten der Volkswehr beteiligt hatten, wurden die Siegermächte der Entente immer skeptischer gegenüber Deutschösterreich. Die Militärmissionen Frankreichs und Großbritanniens in Wien gaben schließlich Anfang Juni 1919 den Befehl zur Auflösung der Volkswehr. Bettelheim sah darin den Zeitpunkt zur Revolution gekommen und befahl, dass sich die aus der Roten Garde hervorgegangenen Teile der Volkswehr der Entwaffnung widersetzen sollten, um dann als alleinige bewaffnete Miliz die Macht zu übernehmen. Staatskanzler Renner erkannte diese Gefahr und intervenierte bei den Vertretern der Siegermächte. Diese nahmen ihre Anweisung daraufhin zurück. Bettelheim beschloss, den für den 15. Juni geplanten Putsch trotzdem durchzuführen. Die Information darüber gelangte aber am 12. Juni 1919 in die Hände von Friedrich Adler, der auch unter den Kommunisten großes Ansehen genoss. Dieser hielt einen Putschversuch für komplett falsch und informierte am 13. Juni in der Konferenz der Arbeiterräte die Führungsriege der SDAP. Am Abend des 14. Juni ließ deshalb der mit allen Vollmachten ausgestattete Innenstaatssekretär Matthias Eldersch (Karl Renner weilte bei den Friedensverhandlungen in Paris) die gesamte Führung der KPÖ durch die Wiener Polizei verhaften, insgesamt 130 Personen. Lediglich Bettelheim blieb, in der Kaserne der Volkswehr geschützt, unbehelligt. Noch in der Nacht erhielt Bettelheim ein Telegramm von Béla Kun aus Ungarn, das ihn aufforderte die Revolution keinesfalls aufzuschieben. Er rief deshalb die kommunistische Arbeiterschaft am nächsten Tag zu einer Großdemonstration auf. Dem Sozialisten Julius Deutsch war es jedoch gelungen, mit den Soldatenräten des Volkswehrbataillons Nr. 41 zu verhandeln. Diese verhinderten am folgenden Tag das Ausmarschieren der Volkswehr aus der Kaserne, indem sie mit gezücktem Revolver das Kasernentor blockierten. Bettelheim gelang es aber, die Sympathisanten unter den Arbeitern zu mobilisieren, und so marschierte am 15. Juni eine Masse von 10.000 Demonstranten aus den Arbeiterbezirken Richtung Ringstraße und zog von dort durch die Hörlgasse in Richtung des in der Rossauer Kaserne befindlichen Polizeigefängnisses. Die Menge versuchte die Freilassung ihrer tags zuvor verhafteten Funktionäre zu erzwingen, da eröffneten die Polizei und regierungstreue Einheiten der Volkswehr das Feuer. Es gab 20 Tote und 70 Schwerverletzte. Einer der Teilnehmer dieser Demonstration war der junge Karl Popper, der sich daraufhin vom Kommunismus abwandte.
Damit war schon der dritte kommunistische Umsturzversuch innerhalb eines halben Jahres gescheitert. In der Ostslowakei kam es zwar am 16. Juni noch zur Ausrufung einer Slowakischen Räterepublik, die jedoch schon am 7. Juli von tschechischen Truppen niedergeschlagen wurde. Als am 1. August rumänische Truppen Budapest eroberten, brach auch die ungarische Räteregierung zusammen. Béla Kun flüchtete nach Österreich, wurde dort aber festgenommen und im Internierungslager Drosendorf arretiert. Die revolutionäre Woge in Mitteleuropa war damit beendet und viele Sympathisanten wandten sich enttäuscht von der KPÖ ab. Waren die Mitgliederzahlen von 10.000 im März 1919 auf über 40.000 im Mai gestiegen, so sanken sie danach wieder auf 10.000 am Jahresende 1919.
Über den weiteren Verbleib Bettelheims nach dem August 1919 ist wenig bekannt. Bei einer Hausdurchsuchung wurden seine Aufzeichnungen beschlagnahmt, die Friedrich Adler in der von ihm herausgegebenen Monatszeitschrift Der Kampf später veröffentlichte. Dieser Geheimnisverrat führte in Sowjetrussland und innerhalb der Kommunistischen Internationale zu heftigen Diskussionen, die unter anderem Karl Radek 1921 zu einem Aufsatz über die Ereignisse in Österreich 1919 bewegte. Daraufhin veröffentlichte Bettelheim im Jahr 1922 eine im Selbstverlag herausgegebene Replik mit dem Titel: Zur Krise der Kommunistischen Partei Ungarns: internationale organisatorische Mißstände. Darin bezeichnet er Béla Kun, den ehemaligen Volkskommissar für Inneres Béla Vágó und József Pogány als Hochstapler und Schwindler. Alle diese drei sollten zwischen 1938 und 1939 im Moskauer Exil den stalinistischen Säuberungen zum Opfer fallen.

### Weiteres Leben
Bettelheim blieb nach dem Ende der ungarischen Räterepublik in Österreich. Nachdem er einige Zeit untergetaucht war, lebte er in Wien und war weiterhin in der KPÖ aktiv. Im Jahr 1927 reiste er in die Sowjetunion und wurde dort Mitarbeiter der Komintern. Im Gegensatz zu seinem früheren Mentor Béla Kun überlebte er die Jahre der Stalinistischen Säuberungen unbeschadet und blieb auch während des Zweiten Weltkriegs in der Sowjetunion. Erst im Jahr 1948, als in Ungarn von den Sowjets ein stalinistisches Regime installiert wurde, kehrte er unter dem Pseudonym Bólyai Ernő in seiner Heimat zurück. Dort bekleidete er verschiedene hohe Funktionen in staatlichen Kommissionen. Es ist nicht bekannt, ob und auf welcher Seite er im Volksaufstand von 1956 eine Rolle spielte. Er starb 1959 in Budapest.